# Колда
Ко́лда или Ко́льда (фр. Kolda) — город на юге Сенегала.

## Географическое положение
Административный центр области Колда. Расположен в 670 км к юго-востоку от столицы страны, города Дакар, недалеко от границы с Гвинеей-Бисау.

## Население
По данным на 2013 год численность населения города составляла 72 588 человек. Большая часть населения принадлежит к этнической группе фульбе.
Динамика численности населения города по годам:
| 1988   | 1997   | 2001   | 2002   | 2013   |
| ------ | ------ | ------ | ------ | ------ |
| 34 337 | 45 553 | 61 770 | 53 921 | 72 588 |